# Vignale Riotorto (przystanek kolejowy)
Vignale Riotorto (wł. Stazione di Vignale Riotorto) – przystanek kolejowy w Vignale Riotorto (część gminy Piombino), w prowincji Grosseto, w regionie Toskania, we Włoszech. Znajduje się na linii Piza – Rzym.
Według klasyfikacji RFI ma kategorię brązową.

## Linie kolejowe
- Linia Piza – Rzym

## Połączenia
Stacja obsługiwana jest przez regionalne pociągi obsługiwane przez Trenitalia w ramach umowy o świadczenie usług podpisanej z regionem Toskanii.